# Красавица и Чудовище (саундтрек, 1991)
У термина Beauty and the Beast есть другие значения
«Красавица и Чудовище (саундтрек)» (англ. Beauty and the Beast: Original Motion Picture Soundtrack) — официальный альбом-саундтрек к анимационному художественному фильму Disney 1991 года «Красавица и Чудовище». Первоначально выпущенный 24 октября 1991 года на лейбле Walt Disney Records, первая половина альбома — треки со 2 по 9 — в целом содержит музыкальные номера фильма, написанные композитором Аланом Менкеном и автором слов Ховардом Эшманом, а вторая половина — треки  с 10 по 14 — представлены его музыкальные партитуры, составленные исключительно Менкеном. Хотя большая часть содержания альбома остается в жанре музыкального театра, на его песни также повлияли французская, классическая, поп и бродвейская музыка. Приписывается различным исполнителям, в «Beauty and the Beast: Original Motion Picture Soundtrack» представлены исполнения основного состава фильма – Пейдж О'Хары, Ричарда Уайта, Джесси Корти, Джерри Орбаха, Анджелы Лэнсбери, Робби Бенсона и Дэвида Огдена Стайерса – в порядке появления. Также в альбоме представлены записывающиеся исполнители Селин Дион и Пибо Брайсон, которые исполняют поп-версию тематической песни фильма с тем же названием, которая одновременно является единственным синглом саундтрека.
После трудного периода, когда Walt Disney Feature Animation изо всех сил пыталась выпустить успешные анимационные фильмы, студия, вдохновленная их последним успехом в анимации «Русалочка» (1989), решила адаптировать сказку «Красавица и Чудовище» в анимационный музыкальный фильм после попытки немузыкальной адаптации, которая не произвела впечатления на Джеффри Катценберга, председателя Walt Disney Studios. Катценберг приказал начать производство фильма с нуля, наняв команду авторов песен Ховарда Эшмана и Алана Менкена, которые только что завершили записывание «Русалочки», для написания песен для фильма. Дион и Брайсон были наняты, чтобы записать поп-версию заглавной песни фильма и привлечь внимание СМИ. Эшман, который изначально не решался присоединиться к проекту, умер от СПИДа до завершения фильма и выхода альбома.
Как и фильм, саундтрек имел огромный успех у критиков, получив всеобщую похвалу и признание и кинокритиков, и музыкальных критиков. Музыка, представленная в альбоме, получила несколько наград, включая премию «Золотой глобус» за лучшую оригинальную музыку к фильму, премию «Оскар» за лучшую оригинальную музыку к фильму и премию «Грэмми» за лучшую инструментальную композицию, написанную для кино или для телевидения. Его заглавный трек и единственный сингл «Beauty and the Beast» добился аналогичного успеха, получив премию «Золотой глобус» за лучшую оригинальную песню, премию «Оскар» за лучшую оригинальную песню и премию «Грэмми» и за лучшую песню, написанную для визуальных медиа, и за лучшее поп-исполнение дуэтом или группой с вокалами. Саундтрек также был номинирован на премию «Грэмми» за альбом года.
В декабре 2001 года саундтрек был переиздан как Специальное издание, чтобы совпасть с переизданием фильма IMAX и предстоящим выпуском Платинового издания с двумя дисками. В новом выпуске была представлена киноверсия «Трансформации», которая была заменена ранней неиспользованной версией в некоторых ранних изданиях, недавно анимированная песня «Human Again», оригинальный инструментал, предназначенный для сцены «Трансформация» (названный «Death of the Beast (Early Version)» здесь) и демо для «Be Our Guest» и заглавного трека. В сентябре 2010 года саундтрек был снова переиздан как саундтрек Бриллиантового издания, чтобы совпасть с успешным Blu-ray и DVD выпуском Бриллиантового издания фильма, версия саундтрека 1991 года была выпущена и включала кавер Джордин Спаркс «Beauty and the Beast» в качестве бонус-трека. Саундтрек был переиздан как четырнадцатая запись в The Legacy Collection 9 февраля 2018 года и включает ранее не невыпущенную партитуру.

## Трэк-лист
В кино-треке восьмой трек идёт после девятого.
Вся музыка написана Аланом Менкеном, а слова Ховардом Эшманом. Вся музыка к фильму написана и спродюсирована Менкеном. Все песни спродюсированы Менкеном и Эшманом, кроме 15 трека, спродюсированного Уолтером Афанасьеффом.
| №                   | Название                              | Записывающий(е) исполнитель(и) | Длительность |
| ------------------- | ------------------------------------- | --- | ------------ |
| 1.                  | «Prologue» (Партитура)                | Дэвид Огден Стайерс (говорящий) | 2:26         |
| 2.                  | «Belle» ([A])                         | Джесси Корти (говорящий), Пейдж О'Хара, Ричард Уайт, Хор | 5:09         |
| 3.                  | «Belle» (Реприза)                     | О'Хара | 1:05         |
| 4.                  | «Gaston»                              | Корти, Уайт, Хор | 3:40         |
| 5.                  | «Gaston» (Реприза)                    | Корти, Уайт, Хор | 2:04         |
| 6.                  | «Be Our Guest» ([A])                  | Анджела Лэнсбери, Джерри Орбах, Хор | 3:44         |
| 7.                  | «Something There»                     | Лэнсбери, Стиерс, Орбах, О'Хара, Робби Бенсон | 2:19         |
| 8.                  | «The Mob Song»                        | Лэнсбери (говорящая) Стиерс (говорящий) Орбах (говорящий) Кимми Робертсон (говорящая) О'Хара (говорящая) Рекс Эверхарт (говорящий) Уайт Бенсон (говорящий) Хор | 3:30         |
| 9.                  | «Beauty and the Beast» ([B])          | Лэнсбери | 2:46         |
| 10.                 | «To the Fair» (Партитура)             | | 1:58         |
| 11.                 | «West Wing» (Партитура)               | | 3:42         |
| 12.                 | «The Beast Lets Belle Go» (Партитура) | | 2:22         |
| 13.                 | «Battle on the Tower» (Партитура)     | | 5:29         |
| 14.                 | «Transformation» (Партитура)          | | 5:47         |
| 15.                 | «Beauty and the Beast» (Дуэт) ([B])   | Селин Дион и Пибо Брайсон | 4:04         |
| Общая длительность: | Общая длительность:                   | Общая длительность: | 50:12        |

| №                   | Название                     | Записывающий исполнитель | Длительность |
| ------------------- | ---------------------------- | ------------------------ | ------------ |
| 16.                 | «Beauty and the Beast» ([C]) | Джордин Спаркс           | 3:14         |
| Общая длительность: | Общая длительность:          | Общая длительность:      | 53:26        |

| №                   | Название                                                           | Записывающий(е) исполнитель(и) | Длительность |
| ------------------- | ------------------------------------------------------------------ | --- | ------------ |
| 1.                  | «Prologue» (Партитура)                                             | | 2:26         |
| 2.                  | «Belle»                                                            | Корти, О'Хара, Уайт, Хор | 5:09         |
| 3.                  | «Belle» (Реприза)                                                  | О'Хара | 1:05         |
| 4.                  | «Gaston»                                                           | Корти, Уайт, Хор | 3:40         |
| 5.                  | «Gaston» (Реприза)                                                 | Корти, Уайт, Хор | 2:04         |
| 6.                  | «Be Our Guest»                                                     | Лэнсбери, Орбах, Хор | 3:44         |
| 7.                  | «Something There»                                                  | Лэнсбери, Стиерс, Орбах, О'Хара, Бенсон | 2:19         |
| 8.                  | «Human Again» (Ранее невыпущенная) ([D])                           | Лэнсбери, Стиерс, Орбах, О'Хара, Бенсон, Джо Энн Уорли, Хор                                                                                         | 4:54         |
| 9.                  | «The Mob Song»                                                     | Лэнсбери (говорящая) Стиерс (говорящий) Орбах (говорящий) Робертсон (говорящая) О'Хара (говорящая) Эверхарт (говорящий) Уайт Бенсон (говорящий) Хор | 3:30         |
| 10.                 | «Beauty and the Beast»                                             | Лэнсбери | 2:46         |
| 11.                 | «To the Fair» (Партитура)                                          | | 1:58         |
| 12.                 | «West Wing» (Партитура)                                            | | 3:42         |
| 13.                 | «The Beast Lets Belle Go» (Партитура)                              | | 2:22         |
| 14.                 | «Battle on the Tower» (Партитура)                                  | | 5:29         |
| 15.                 | «Transformation» (Партитура)                                       | | 5:47         |
| 16.                 | «Be Our Guest» (Демо) (Ранее невыпущенная)                         | Ховард Эшман | 3:29         |
| 17.                 | «Beauty and the Beast» (Рабочая лента и Демо) (Ранее невыпущенная) | Алан Менкен и Эшман | 3:58         |
| 18.                 | «Beauty and the Beast»                                             | Дион и Брайсон | 4:04         |
| 19.                 | «Death of the Beast» (Партитура) (Ранняя версия) ([E])             | | 1:29         |
| Общая длительность: | Общая длительность:                                                | Общая длительность: | 1:04:43      |

### Заметки
- A^ Номинирована на премию «Оскар» за лучшую оригинальную песню.
- B^ Выиграла премию «Оскар» за лучшую оригинальную песню
- C^ Продюсировал Роберт Бьюкенен[англ.].
- D^ Новая песня включена в фильм для переиздания Специального издания IMAX 2001 года и выпуска DVD 2001 года.
- E^ Включена в финальные титры фильма для переиздания Специального издания IMAX 2001 года и выпуска DVD 2001 года. При начальном прессовании оригинальной версии саундтрека эта реплика заменяла версию, используемую в фильме, до момента, когда начинается преобразование. В конце концов, альбом был перепечатан с киноверсией реплики и был представлен в своей собственной киноверсии в переизданиях 2001 и 2010 годов.

## Чарты
| Чарт (1991–2017)                  | Высшая позиция |
| --------------------------------- | -------------- |
| Австралия (ARIA)                  | 14             |
| Ирландия (IRMA)                   | 28             |
| Нидерланды (Album Top 100)        | 25             |
| Новая Зеландия (RMNZ)             | 21             |
| Испания (PROMUSICAE)              | 95             |
| США (Billboard 200)               | 19             |
| США (Billboard Soundtrack Albums) | 9              |

## Сертификации
| Регион | Сертификация  | Продажи    |
| --- | ------------- | ---------- |
| Канада (Music Canada) | Платиновый    | 100 000^   |
| Германия (BVMI) | Золотой       | 250 000    |
| Япония (RIAJ) | Золотой       | 100 000^   |
| Испания (PROMUSICAE) | Платиновый    | 100 000^   |
| Великобритания (BPI) | Серебряный    | 60 000^    |
| США (RIAA) | 3× Платиновый | 3 000 000^ |
| ^ Данные о тиражах приведены только на основе сертификации. · Данные о продажах + прослушиваниях приведены только на основе сертификации. |               |            |

## ВыпускThe Legacy Collection
Walt Disney Records выпустила двухдисковый саундтрек-альбом «Красавицы и Чудовища» как часть The Legacy Collection. Он включает в себя полную партитуру и ранние демо.